# Commune fusionnée de Kaisersesch
La commune fusionnée de Kaisersesch est une municipalité allemande située dans le land de Rhénanie-Palatinat et l'arrondissement de Cochem-Zell.

## Géographie